# Rhodogastria amasis
Rhodogastria amasis är en fjärilsart som beskrevs av Pieter Cramer 1780. Rhodogastria amasis ingår i släktet Rhodogastria och familjen björnspinnare. Inga underarter finns listade.

## Bildgalleri

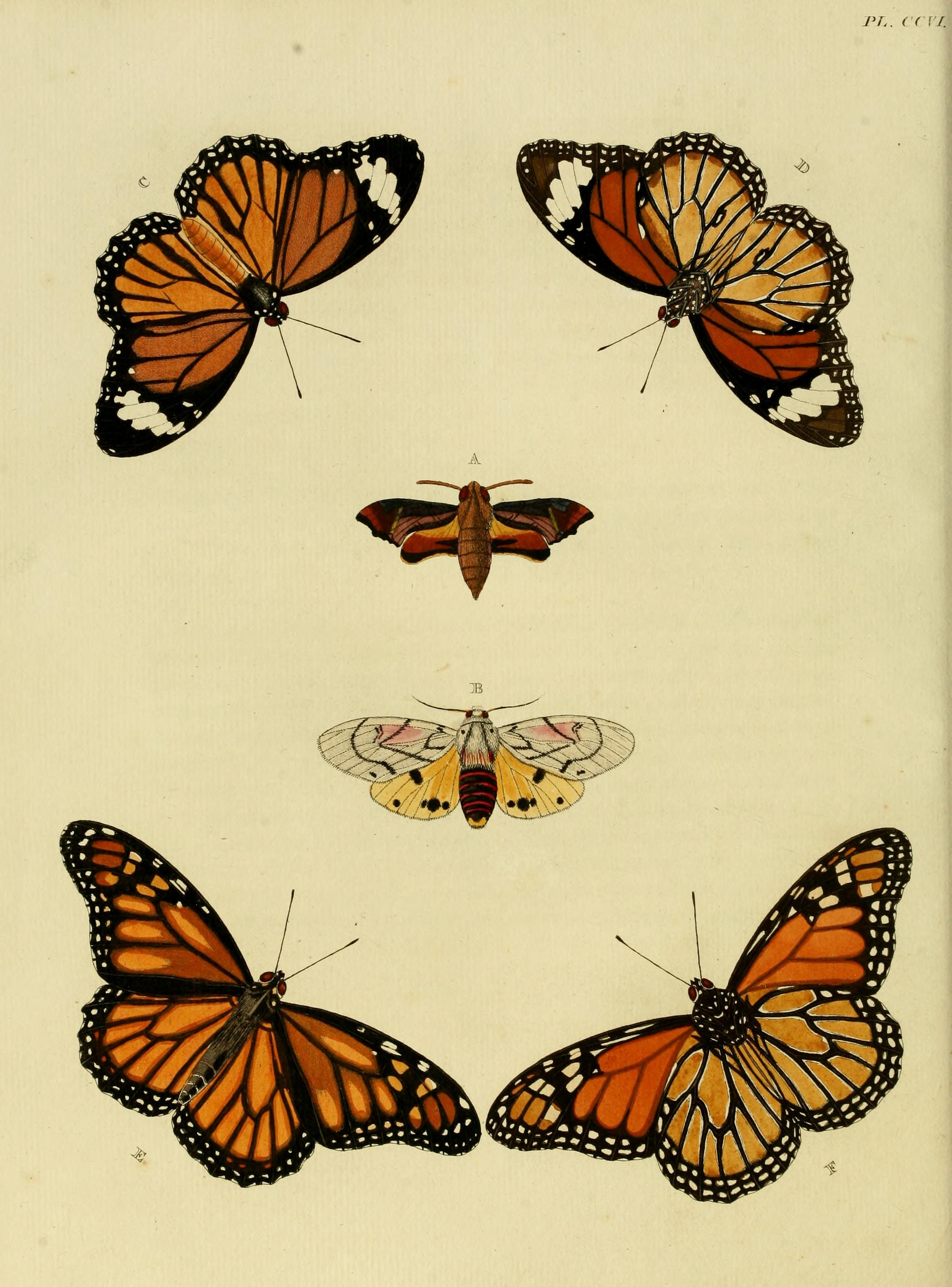
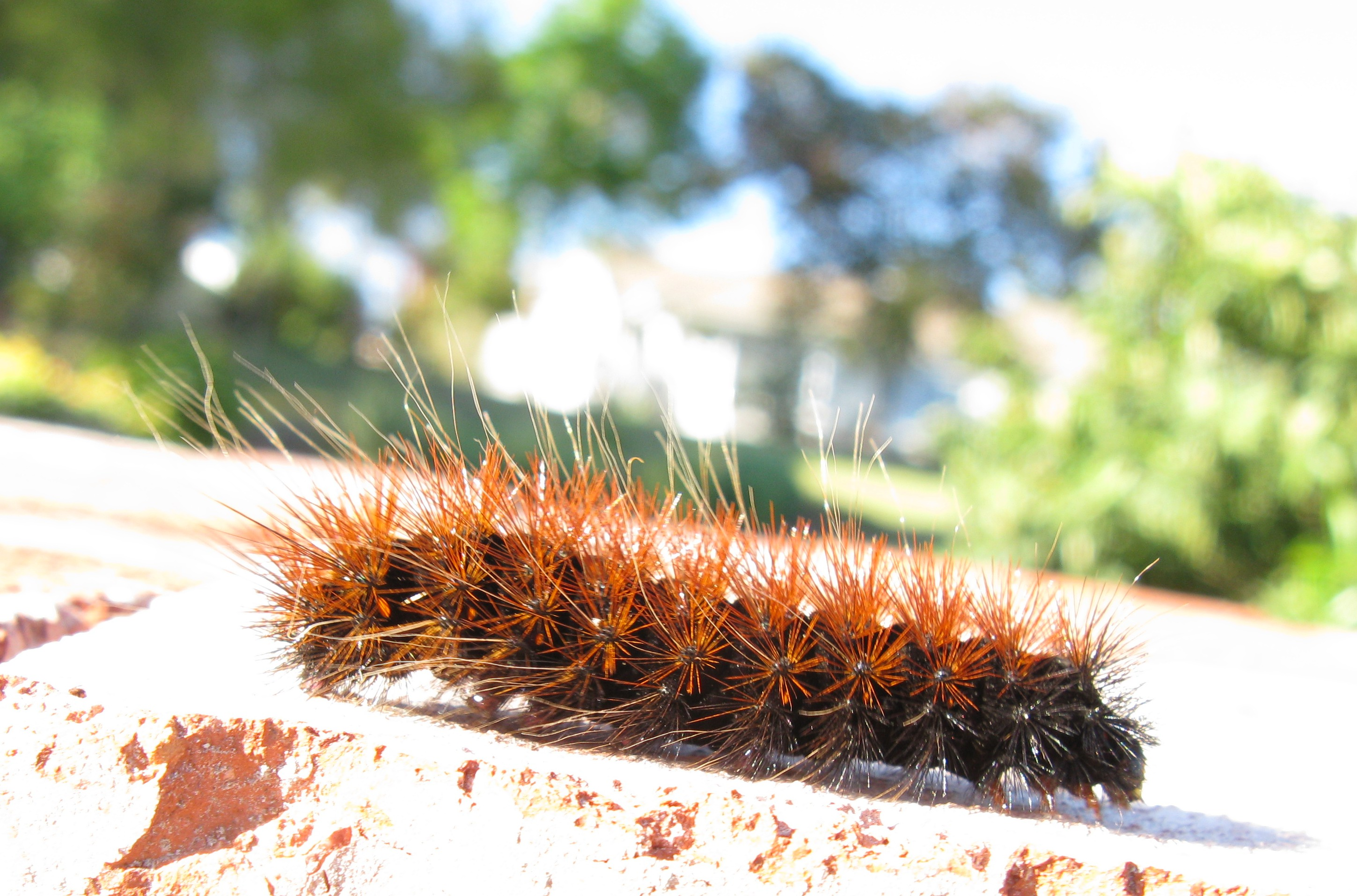
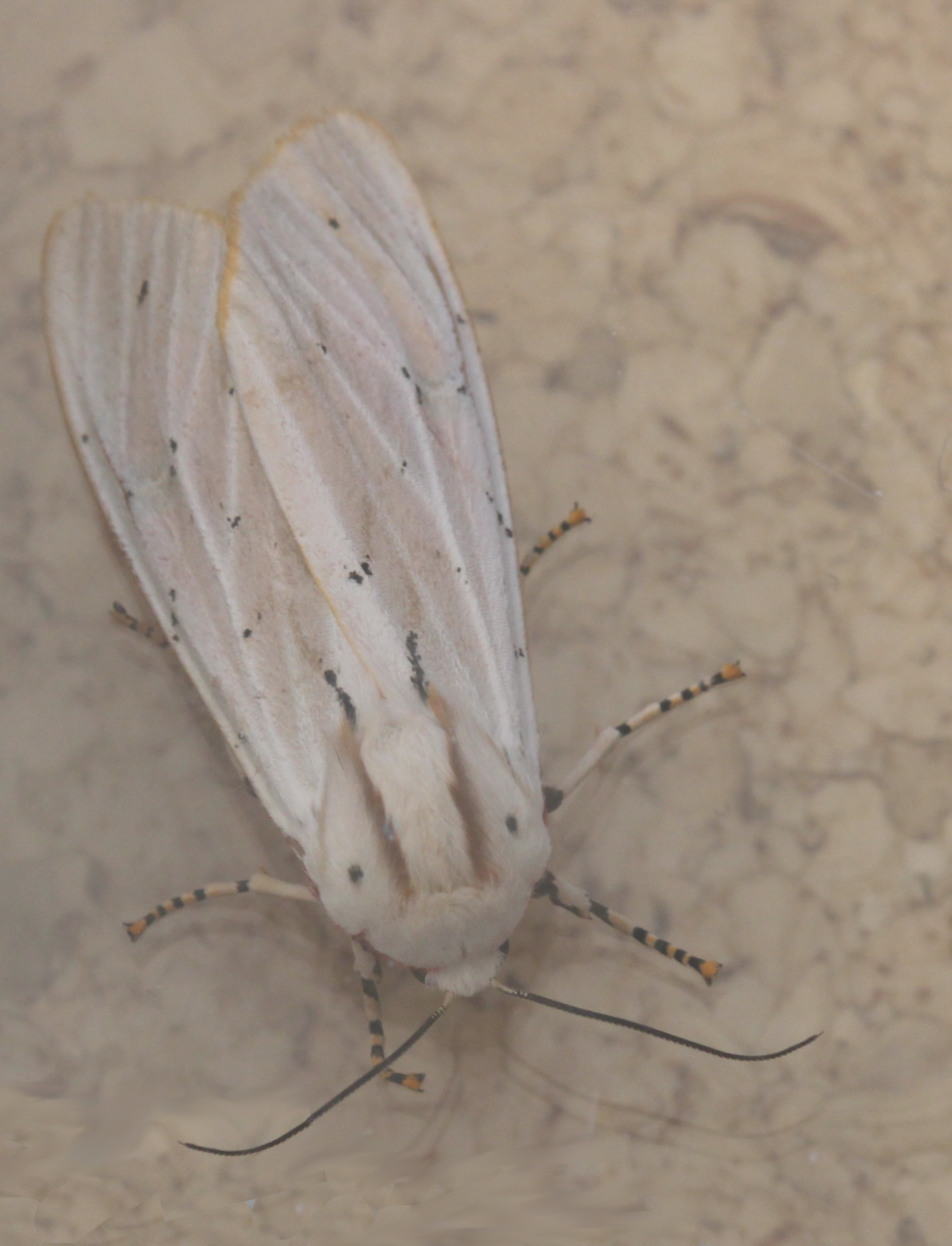
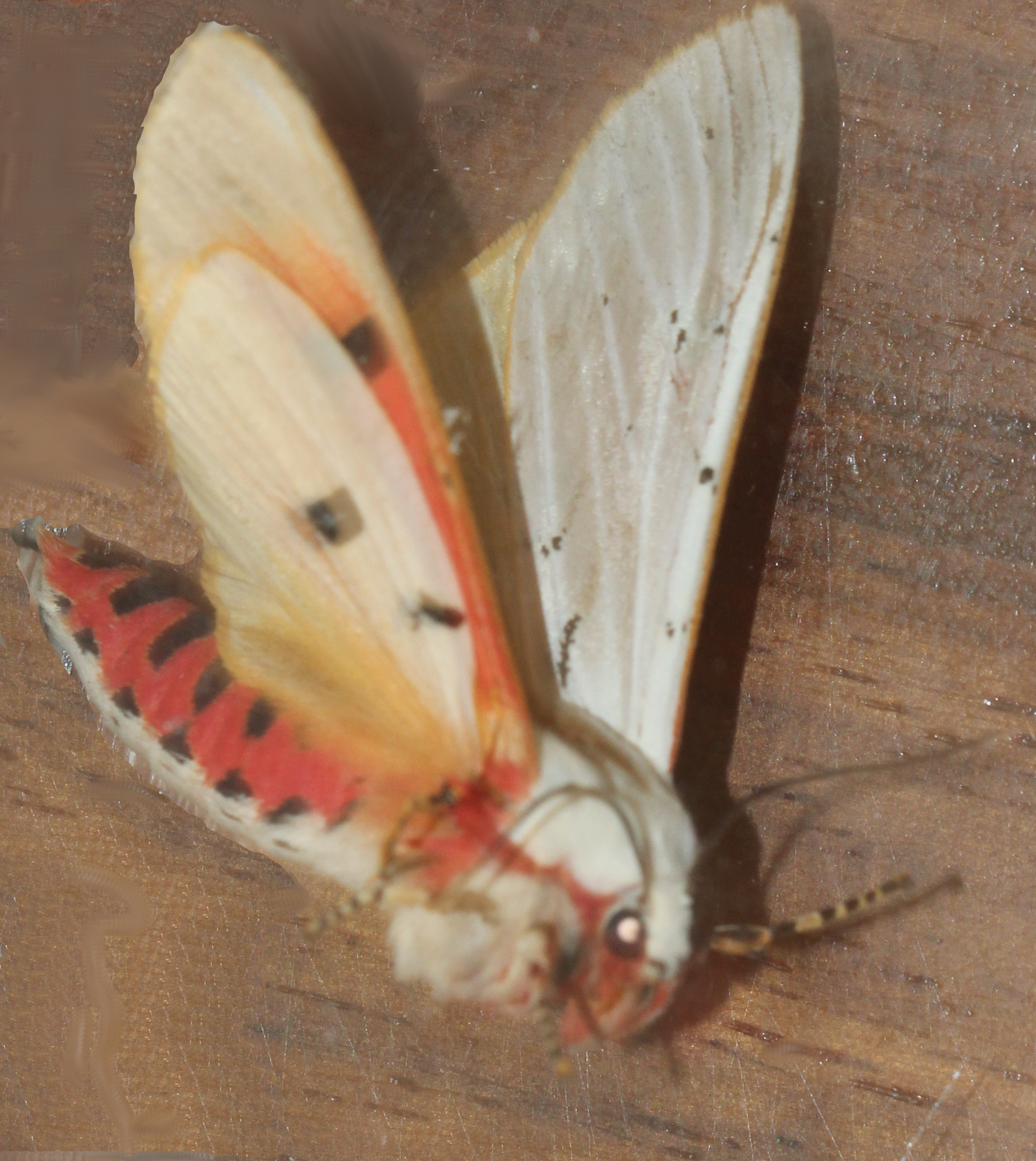
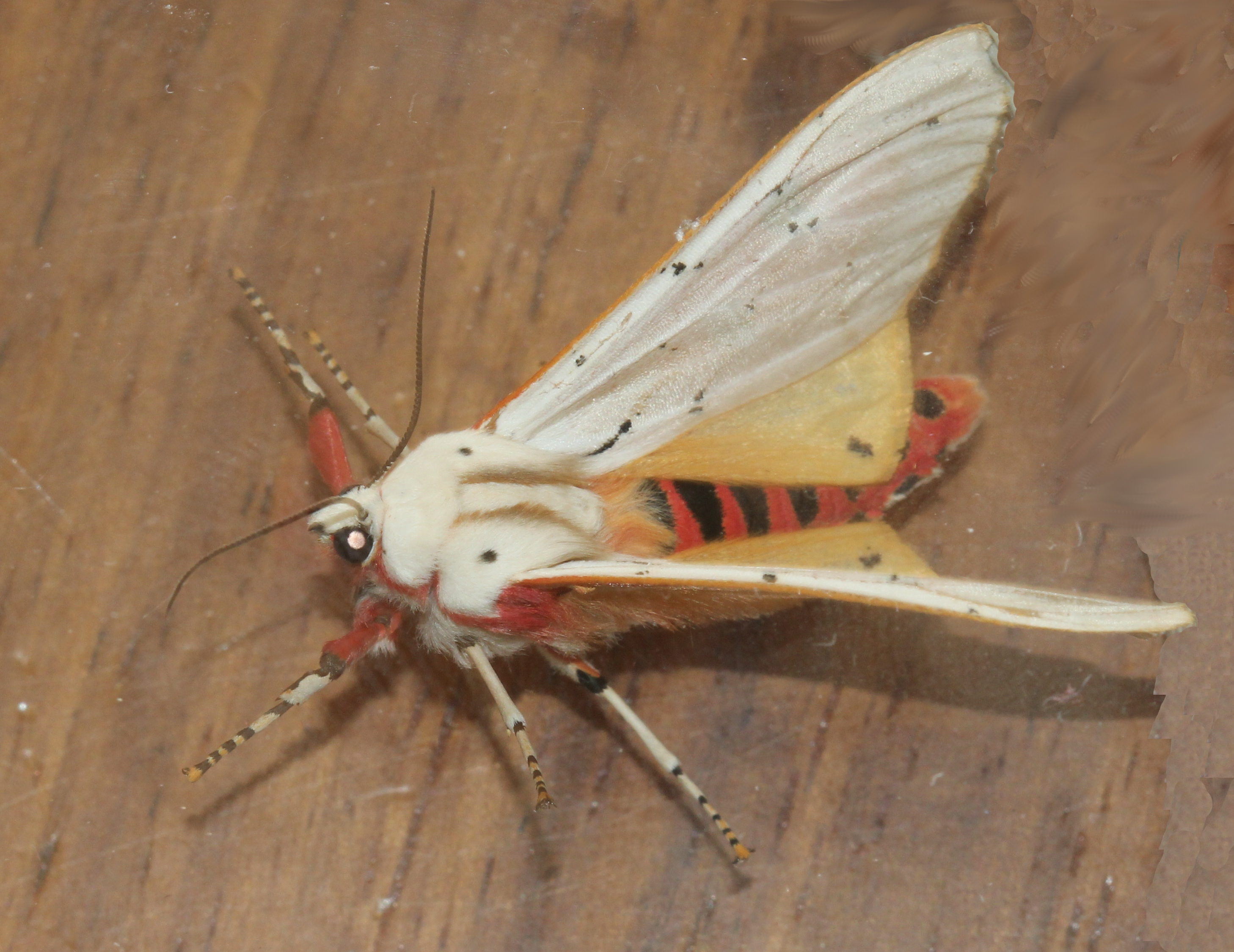
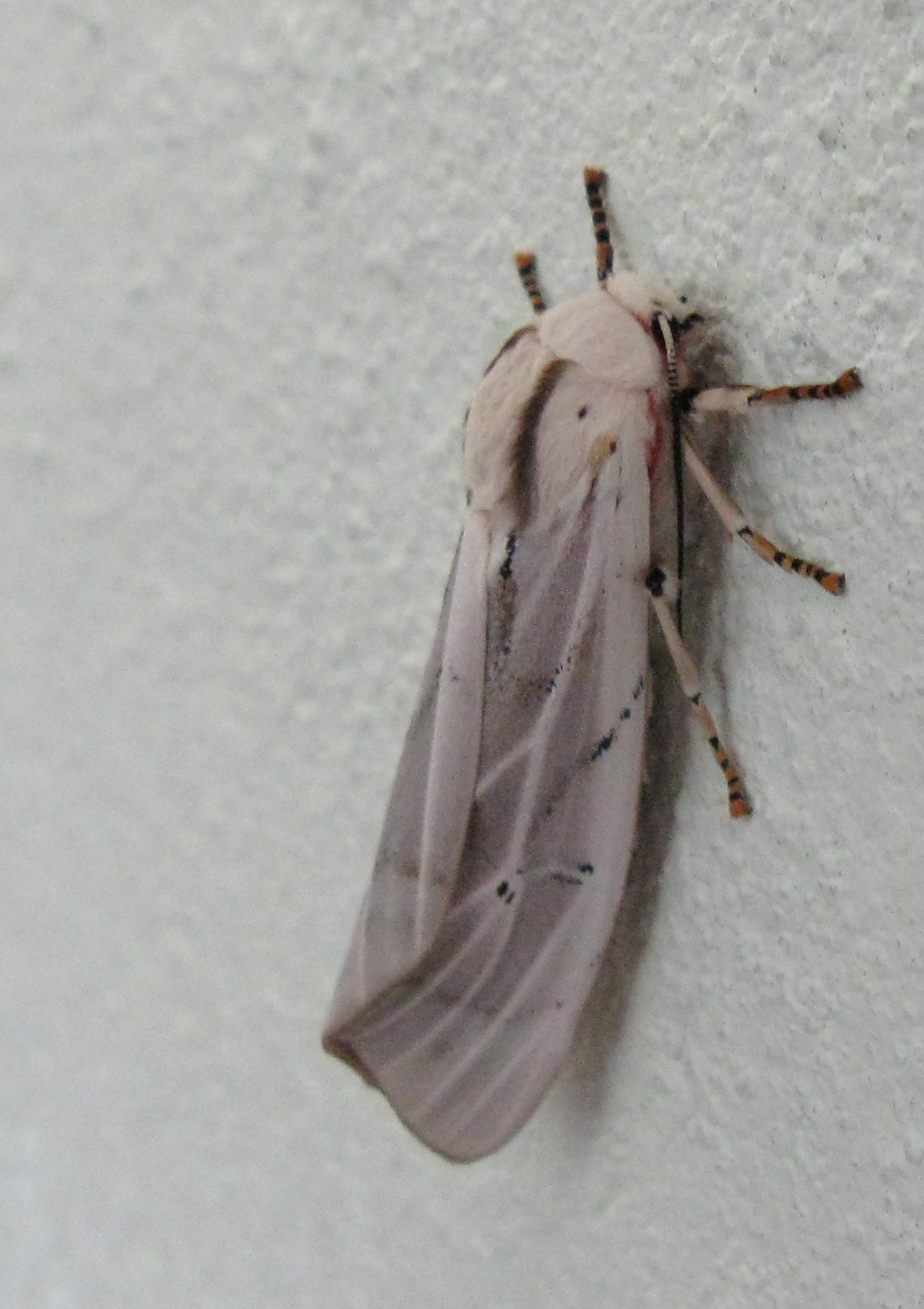